# Scorpaena mellissii
Scorpaena mellissii behoort tot het geslacht Scorpaena van de familie van schorpioenvissen. Deze soort komt voor in het zuidoosten van de Atlantische Oceaan de soort is enkel gekend rondom Sint Helena. De soort leeft op diepten van 10 tot 110 m en kan een lengte bereiken van 28,5 cm.